# 히지쿠로촌
히지쿠로촌(土黒村)은 나가사키현 미나미타카키군에 있던 촌이다.

## 지리
시마바라 반도의 북부에 위치한다.

## 역사
- 1889년 4월 1일 - 정촌제 시행에 의해 미나미타카키군 히지쿠로촌이 성립하였다.
- 1956년 9월 1일 - 다이라정과 합병해, 구니미정이 성립하여, 히지쿠로촌은 소멸하였다.

## 교통

### 철도
촌을 지나는 시마바라 철도가 지나가지만 역은 설치되지 않았다.

## 참고문헌
- 角川日本地名大辞典 42 長崎県
- 長崎県南高来郡町村要覧．上編「土黒村」 （1893年） 国立国会図書館デジタルコレクション